# 柏木雪乃
柏木 雪乃（かしわぎ ゆきの）あるいは真下 雪乃（ました ゆきの）は、1997年1月 - 3月にフジテレビ系で放送された日本の刑事ドラマ『踊る大捜査線』及びその劇場版の登場人物。演じた女優は水野美紀。

## プロフィール
- 警視庁湾岸警察署刑事課強行犯係・巡査部長（産休中）。
- 昭和49年6月28日生まれ（※生年月日は水野本人と同日である）。血液型A型（初期はB型だった）。
- 本籍・東京都。自宅は港区台場。
- 最終学歴・カリフォルニア大学ロサンゼルス校中退。
- 資格・英検一級
- 特技・英会話（TOEIC860点）、少林寺拳法（※水野本人は初段である）
- 『容疑者 室井慎次』の時点で、真下正義（演：ユースケ・サンタマリア）と結婚する。以降は真下姓となる。

経歴
- 1997年12月　カリフォルニア大学ロサンゼルス校（UCLA）中退
- 1997年 1月　父親を殺害され、事件を担当した湾岸署の面々と顔見知りになる。同年、警視庁警察官採用試験（上級）に合格。
- 1997年  　　警視庁警察学校 入学・巡査
- 1998年 4月　警視庁湾岸警察署 交通課・巡査
- 1998年11月　警視庁湾岸警察署 刑事課強行犯係・巡査
- 1999年10月　海外短期研修出張（1ヶ月間）
- 2000年 7月　巡査部長に昇任
- 2000年12月　海外長期研修出張（7ヶ月間） 香港警察
- 2001年 5月　警視庁通訳センター
- 2001年 8月　警視庁湾岸警察署 刑事課強行犯係・巡査部長

## 人物
TVシリーズ第1話では殺人事件の被害者の娘（及び第1発見者）として登場。ショックを受けて口がきけなくなり入院している所に室井慎次が強引に取り調べを行おうとして青島俊作と対立した。アメリカに留学しUCLAで真面目に勉強していたのだが、よくわからないまま当時の恋人に連れられて麻薬パーティーに参加したところを現地の警察に逮捕され、その後、UCLAを退学して帰国した。
帰国した途端今度は父親を殺されてしまったため、そのショックで口が聞けなくなってしまった。その後も元恋人が麻薬密輸容疑で指名手配されてしまった為に警察に最重要容疑者としてマークされるなど不幸が多かった。しかし自分の事件を親身になって対応し、解決してくれた青島に憧れて警察官を目指すようになった。
当初は国家公務員試験を受験するつもりだったが、結局は警視庁巡査採用試験を受験した。TVシリーズのラストでは警察学校に入り、嘱託として警察学校の事務員になった和久平八郎から敬礼の形を指導されるシーンで終わる。警察学校卒業後は希望が叶い研修配属（本人の台詞より）ではあるが湾岸署に配属となり交通課勤務となったため、歳末特別警戒スペシャルでは（一時的に交通課に配属になった）青島とともにパトロールに出かけたりしていた。夏の番外編でも交通課で篠原夏美に対して先輩としての姿を見せている。その後、『THE MOVIE』では「外国人被疑者に対応できる通訳が足りない」との理由で交通課から刑事課へ異動となったことで、ついに青島と同じ刑事となった。THE MOVIE2では、巡査部長に昇進している。
韓国や香港での海外研修を受けたり通訳センターに配属されるなどしており、語学力を活かし優秀な刑事に成長すると思われたが、『THE MOVIE』では猟奇殺人犯を炙り出すために囮（おとり）になったり、爆弾入りの縫いぐるみを持って海に飛び込んだり（設定だけ存在する『THE MOVIE』と『THE MOVIE 2』の間に発生した未映像化の事件で、『THE MOVIE 2』のエンドクレジットにそのシーンが一瞬映っている。また、潜水艦事件の時期はロサンゼルスへ長期研修に行っていたことになっている）と、シリーズを追うごとに徐々に「女青島」化してしまっている。一方、くせ者揃いの湾岸署署員の中では課長に報告を命じられたと話しつつ、取り締まったドライバーが殺人事件の重要参考人であることを知った際は新城のもとに連れてくるなど本庁側にも従順である。青島ら湾岸署署員からは『雪乃さん』『雪乃くん』と呼ばれ、室井からは『柏木くん』と呼ばれている。
『交渉人 真下正義』（物語設定は2004年12月）では真下とのデートの約束をきっかけに事件に巻き込まれ命を狙われるが、真下らの働きにより救われた。
『容疑者 室井慎次』では、勾留されている室井を面会したスリーアミーゴスから真下との結婚式が来月あることが明かされている。
現在は真下と結婚し産休中。『THE MOVIE3』（物語設定は2010年3月）には登場しないが、二児の母である事が明かされている。
『踊る大捜査線 THE FINAL 新たなる希望』（物語設定は2012年12月）で、『交渉人 真下正義』以来、7年ぶりに登場。息子の勇気が誘拐され、声を震わせながら真下と電話し、無事保護された際には胸を撫で下ろした。勇気からはボルシチを作って欲しいとせがまれている。